# Ракитовец (община Копер)
Вижте пояснителната страница за други значения на Ракитовец.
Ракитовец (на словенски: Rakitovec) е село в Словения, Обално-крашки регион, община Копер. Според Националната статистическа служба на Република Словения през 2002 г. селото има 145 жители.